# さしすせそ (調味料)
さしすせそは、基本的な調味料とその使用法についての語呂合わせの言葉である。

## 意義
料理（特に和食）の味付けの基本になる五つの調味料、また、それらを使うときの順序を覚えるための語呂合わせとして、「さしすせそ」の語を用いる。それぞれ
- 砂糖（さとう）
- 塩（しお）
- 酢（す）
- 醤油（せうゆ）[注 1]
- 味噌（みそ）

を指す。
料理の味付けは、基本的に「さしすせそ」の順で用いるが、下記の考え方に基づく。
砂糖・塩
砂糖は食材に浸透しにくい。砂糖の分子量（342）は、食塩の分子量（58.2）の約6倍で、食塩が先に食材に浸透すると材料を引き締め、砂糖の染み込みが妨げられる。
酢
酢の主成分の酢酸は加熱により蒸発し、早く入れ過ぎると香りも失われやすい。
醤油・味噌
醤油や味噌は香りが重要な調味料であり出来るだけ後の仕上がりに入れることが望ましい。

## 実際の調理法
調味料は拡散（濃度が等しくなるように移動すること）によって食材に染み込み、拡散の速度は分子量の小さい調味料ほど速い。「さしすせそ」の語呂合わせもこのような考え方に基づく。
ただし、短時間で表面に味を付けたい料理（煮魚など）や混合した調味料で煮込む料理（おでんなど）などでは調味料を入れる順序は特に問題にならない。
また、醤油を使う料理によっては、はじめから醤油を入れて味を含ませておき、香りのために少量を仕上げに加える調理法もある。
なお、アルコールによる臭み消しと食材の味付けを促進させる作用から、調理酒・本みりんなどの酒類を入れる場合は砂糖よりも早く最初に入れ、みりん風調味料は味噌より遅く最後に入れる。